# At Sixes and Sevens
At Sixes and Sevens is het debuutalbum van de Noorse metalband Sirenia. Het album kwam in 2002 uit. Het is hun enige album met zang van de Franse zangeres Fabienne Gondamin.

## Nummers
1. "Meridian"  – 6:20
2. "Sister Nightfall"  – 5:38
3. "On the Wane"  – 6:37
4. "In a Manica"  – 6:03
5. "At Sixes and Sevens"  – 6:46
6. "Lethargica"  – 5:30
7. "Manic Aeon"  – 6:26
8. "A Shadow of Your Own Self"  – 5:58
9. "In Sumerian Haze"  – 4:39